# Lamone
Lamone − miejscowość i gmina w południowej Szwajcarii, w kantonie Ticino, w okręgu (distretto) Lugano, w powiecie (circolo) Vezia. Leży nad rzeką Vedeggio.

## Demografia
W Lamone mieszka 1 707 osób. W 2021 roku 35,9% populacji gminy stanowiły osoby urodzone poza Szwajcarią. 

## Transport
Przez teren gminy przebiegają autostrada A2 oraz drogi główne nr 2, nr 398 i nr 400.